# Estoril Open 2012
Estoril Open 2012 var en professionel tennisturnering for kvinder og mænd, der blev spillet udendørs på grus. Det var den 23. udgave for mænd og den 16. for kvinder. Turnerungen som var en del af både WTA Tour 2012 og ATP Tour 2012. Turneringen blev afviklet i Oeiras, Portugal fra den 28. april til den 6. maj, 2012. 

## Finalerne

### Herresingle
- Juan Martín del Potro –  Richard Gasquet, 6–4, 6–2
- Det var Potro's anden titel i 2012 og hans 11. I karrieren.

### Damesingle
Uddybende artikel: Estoril Open 2012 (damesingle)
- Kaia Kanepi –  Carla Suárez Navarro, 3–6, 7–6(8–6), 6–4
- Det var Kanepi's anden titel i 2012 og tredje i karrieren.

### Herredouble
- Aisam-ul-Haq Qureshi /  Jean-Julien Rojer –  Julian Knowle /  David Marrero, 7–5, 7–5

### Damedouble
- Chuang Chia-jung /  Zhang Shuai –  Yaroslava Shvedova /  Galina Voskobojeva, 4–6, 6–1, [11–9]